# Élections au Parlement d'Andalousie de 2022
Les élections au Parlement d'Andalousie de 2022 (en espagnol : elecciones al Parlamento de Andalucía de 2022) se tiennent le 19 juin 2022, afin d'élire les 109 députés de la XIIe législature du Parlement d'Andalousie pour un mandat de quatre ans.
Anticipé de six mois en raison de la rupture entre le gouvernement de coalition de centre droit de Juanma Moreno et l'extrême droite, le scrutin voit la nette victoire du Parti populaire, qui remporte la majorité absolue des sièges avec 43 % des voix et la disparition de son allié Ciudadanos, tandis que le Parti socialiste obtient un résultat historiquement faible en Andalousie, qui fut son bastion électoral pendant quarante ans.

## Contexte

### Alternance historique
Les élections du 2 décembre 2018 marquent un tournant électoral historique en Andalousie, permettant aux partis de droite de prendre la direction du gouvernement régional après quatre décennies de domination socialiste. La mauvaise performance du Parti socialiste de la présidente de la Junte Susana Díaz et l'irruption du parti d'extrême droite Vox rendent en effet possible une alternance au profit du Parti populaire de Juanma Moreno, qui évite d'être dépassé par le parti Ciudadanos de Juan Marín, tandis que la coalition de gauche radicale Adelante Andalucía (AA) de Teresa Rodríguez ne profite pas du reflux des socialistes.
Un accord prévoyant la formation d'un gouvernement de coalition est signé entre le Parti populaire et Ciudadanos le 26 décembre, avant que le PP et Vox ne souscrivent un pacte de soutien sans participation le 10 janvier 2019, à l'issue de négociations auxquelles Ciudadanos n'a pas souhaité participer. Le 16 janvier, Juanma Moreno remporte l'investiture du Parlement par 59 voix pour et 50 contre.
La chute de la social-démocratie en Andalousie s'expliquerait notamment, selon le sociologue Angel Ramirez, par la crise catalane à partir de 2017, qui a focalisé le débat public sur la question de l'unité de l'Espagne. Les tentatives de négociation et de rapprochement avec les indépendantistes catalans par Pedro Sánchez ont poussé certains électeurs vers la droite.

### Rupture entre gouvernement et Vox
Le 20 mai 2021, Vox annonce son intention de ne plus soutenir le gouvernement Moreno après que celui-ci a accepté d'accueillir des mineurs immigrés ayant franchi illégalement la frontière espagnole au niveau de l'enclave de Ceuta, un procédé déjà utilisé à plusieurs reprises depuis le début de la législature pour obtenir gain de cause notamment dans le domaine budgétaire ou sociétal. La menace est mise à exécution à peine une semaine plus tard, pour la première fois en deux ans et demi : les députés d'extrême droite s'abstiennent sur une motion de renvoi — déposée par Adelante Andalucía et soutenue par le PSOE-A — du projet de loi relatif à l'aménagement du territoire, qui est donc retourné à l'exécutif sans débat alors même que le projet avait été largement négocié par Vox, et s'oppose à l'étude en procédure simplifiée d'une réforme de la loi relative à la santé publique, un processus accéléré qui requiert l'unanimité des groupes parlementaires.
Lors de la discussion générale du projet de loi de finances pour 2022 le 24 novembre suivant, les députés refusent d'examiner le texte au fond en votant une motion de renvoi au gouvernement, pour la première fois depuis 1995. Bien que les analystes considèrent cet acte comme le premier pas vers la convocation d'élections anticipées, Juanma Moreno annonce une semaine plus tard qu'il n'envisage pas de tenir le scrutin parlementaire avant le mois de juin 2022, voire octobre. D'ailleurs, au lendemain du rejet du budget, le Parlement vote le nouveau projet de loi relatif à l'aménagement du territoire grâce au vote favorable de Vox et à l'abstention du Parti socialiste.
Après plusieurs semaines de tergiversations, Juan Manuel Moreno convoque un conseil de gouvernement extraordinaire le 25 avril 2022 ; étape préalable à la convocation des élections. Dans sa déclaration institutionnelle immédiatement postérieure, il annonce la date du dimanche 19 juin 2022 comme date retenue pour organiser le scrutin.

## Mode de scrutin

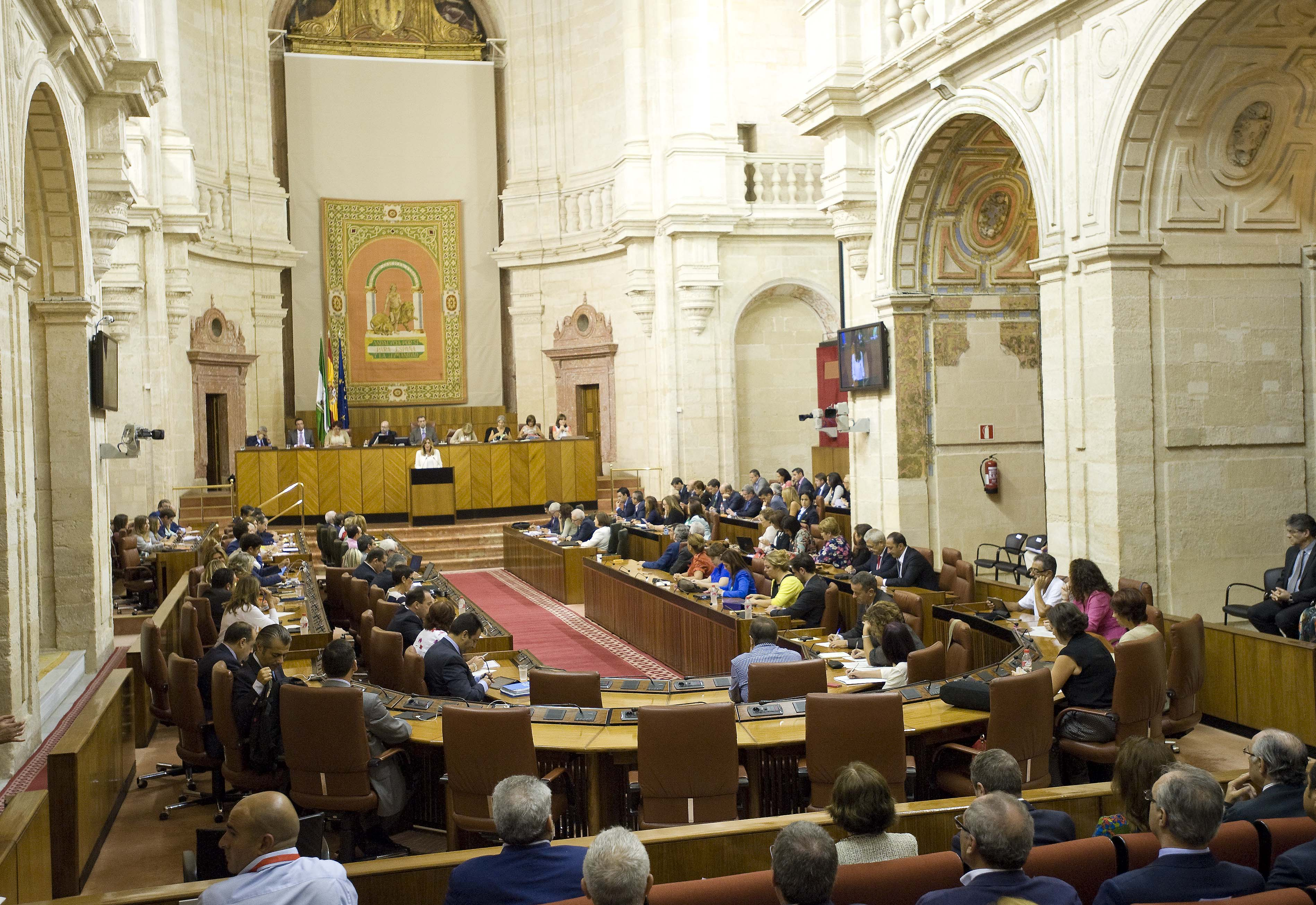
Hémicycle du Parlement, dans l'ancien hôpital de las Cinco Llagas.

Le Parlement d'Andalousie (Parlamento de Andalucía) est une assemblée parlementaire monocamérale constituée de 109 députés (diputados) élus pour une législature de quatre ans au suffrage universel direct selon les règles du scrutin proportionnel d'Hondt par l'ensemble des personnes résidant dans la communauté autonome où résidant momentanément à l'extérieur de celle-ci, si elles en font la demande.

### Convocation du scrutin
Conformément à l'article 101 du statut d'autonomie de l'Andalousie, le Parlmement est élu pour un mandat de quatre ans.
L'article 14 de la loi électorale andalouse du 2 janvier 1986 précise que les élections sont convoquées au moyen d'un décret du président de la Junte d'Andalousie « qui établira la date du vote, qui ne peut être comprise entre le 1er juillet et le 31 août ». En vertu de la première disposition finale de cette même loi, les délais de convocation des élections générales s'appliquent aux élections andalouses, à savoir qu'en cas de scrutin tenu au terme naturel de la législature, le décret de convocation est signé 25 jours avant l'expiration du mandat, est publié le lendemain au Bulletin officiel de la Junte d'Andalousie (BOJA) et organise la tenue des élections 54 jours plus tard ; en cas de dissolution anticipée, la publication intervient dès le lendemain de la signature du décret.
Les dernières élections ayant eu lieu le 2 décembre 2018, le mandat de la XIe législature devait prendre fin le 2 décembre 2022. Cependant, le Parlement est dissous le 25 avril 2022 et les nouvelles élections sont prévues pour le 19 juin suivant.

### Nombre de députés par circonscription
Puisque l'article 101 du statut d'autonomie prévoit que « le Parlement sera composé d'au moins 109 députés » et l'article 104 précise que « la circonscription électorale est la province » et interdit qu'aucune province n'élise plus du double de parlementaires qu'une autre, l'article 17 de la loi électorale attribue à chaque circonscription provinciale huit sièges, les 45 mandats restants étant distribués en fonction de la population provinciale.
| Circonscriptions   | Députés | Carte                       |
| ------------------ | ------- | --------------------------- |
| Séville            | 18      | députés par circonscription |
| Málaga             | 17      | députés par circonscription |
| Cadix              | 15      | députés par circonscription |
| Grenade            | 13      | députés par circonscription |
| Almería et Cordoue | 12      | députés par circonscription |
| Huelva et Jaén     | 11      | députés par circonscription |

### Présentation des candidatures
Peuvent présenter des candidatures, : 
- les partis et fédérations de partis inscrits auprès des autorités ;
- les coalitions de partis et/ou fédérations inscrites auprès de la commission électorale au plus tard dix jours après la convocation du scrutin ;
- les groupes d'électeurs bénéficiant du parrainage d'au moins 1 % des électeurs de la circonscription.

### Répartition des sièges
Seules les listes ayant recueilli au moins 3 % des suffrages exprimés — ce qui inclut les bulletins blancs — dans une circonscription peuvent participer à la répartition des sièges à pourvoir dans cette circonscription, qui s'organise en suivant différentes étapes : 
- les listes sont classées en une colonne par ordre décroissant du nombre de suffrages obtenus ;
- les suffrages de chaque liste sont divisés par 1, 2, 3... jusqu'au nombre de députés à élire afin de former un tableau ;
- les mandats sont attribués selon l'ordre décroissant des quotients ainsi obtenus[20],[21].

## Campagne

### Partis et chefs de file
| Force politique | Force politique                                                                                    | Force politique | Idéologie                                                                       | Chef de file                            | Résultats en 2018           |
| --------------- | -------------------------------------------------------------------------------------------------- | --------------- | ------------------------------------------------------------------------------- | --------------------------------------- | --------------------------- |
|                 | Parti socialiste ouvrier espagnol d'Andalousie (es) Partido Socialista Obrero Español de Andalucía | PSOE-A          | Centre gauche Social-démocratie, progressisme, régionalisme                     | Juan Espadas                            | 27,94 % des voix 33 députés |
|                 | Parti populaire (es) Partido Popular                                                               | PP              | Centre droit à droite Libéral-conservatisme, démocratie chrétienne, unionisme   | Juanma Moreno (Président de la Junte)   | 20,75 % des voix 26 députés |
|                 | Ciudadanos (fr) Citoyens                                                                           | Cs              | Centre droit à droite Libéralisme, réformisme, unionisme                        | Juan Marín (Vice-président de la Junte) | 18,28 % des voix 21 députés |
|                 | Pour l'Andalousie (es) Por Andalucía                                                               | PorA            | Gauche Progressisme, écologisme, régionalisme                                   | Inma Nieto (es)                         | 16,61 % des voix 17 députés |
|                 | Vox                                                                                                | Vox             | Droite radicale à extrême droite Néo-franquisme, centralisme, ultranationalisme | Macarena Olona                          | 10,96 % des voix 12 députés |
|                 | Adelante Andalucía (fr) En avant l'Andalousie                                                      | AA              | Gauche radicale Nationalisme andalou, anticapitalisme, écologie, féminisme      | Teresa Rodríguez                        | Non créé                    |

### Sondages
| Institut           | Date       | PSOE       | PP         | Cs      | UPxA       | Vox        | AA      | AL      | PorA      |
| ------------------ | ---------- | ---------- | ---------- | ------- | ---------- | ---------- | ------- | ------- | --------- |
| Institut           | Date       |            |            |         |            |            |         |         |           |
| CIS                | 13/06/2022 | 25,2       | 36,8       | 3,9     | –          | 14,7       | 5,2     | –       | 10,4      |
| 40dB               | 13/06/2022 | 25,8 30/34 | 36,7 46/49 | 3,8 0   | –          | 16,9 18/20 | 5,3 2/3 | –       | 7,7 7     |
| Celeste-Tel        | 13/06/2022 | 25,4 33    | 36,9 49    | 2,8 0   | –          | 15,1 17    | 6,3 3   | –       | 9,3 7     |
| DYM                | 13/06/2022 | 24,8 30/33 | 35,2 44/47 | 4,2 1/2 | –          | 16,2 18/19 | 6,9 5/6 | –       | 7,9 6/7   |
| Target Point       | 13/06/2022 | 25,7 30/32 | 35,4 43/45 | 3,5 0/3 | –          | 18,0 20/22 | 4,4 2/4 | –       | 8,9 8/10  |
| GAD3               | 13/06/2022 | 25,6 33    | 41,2 53    | 2,2 0   | –          | 14,1 16    | 5,8 3   | –       | 6,8 4     |
| NC Report          | 13/06/2022 | 25,0 31/33 | 36,8 48/50 | 2,7 0/1 | –          | 14,4 16/18 | 6,1 3/4 | –       | 9,3 6/8   |
| IMOP Insights      | 13/06/2022 | 22,4 28/30 | 39,5 50/53 | 3,6 0/2 | –          | 13,4 14/16 | 5,6 3/4 | –       | 9,6 8/10  |
| SocioMétrica       | 13/06/2022 | 23,2 29/31 | 35,7 46/48 | 3,7 0/2 | –          | 18,9 20/22 | 6,0 3/5 | –       | 8,9 6/8   |
| Data10 - DyS       | 13/06/2022 | 25,3 29    | 34,6 47    | 4,0 0   | –          | 20,2 23    | 4,9 3   | –       | 7,9 7     |
| SocialData         | 12/06/2022 | 22,2 28    | 38,9 51    | 4,2 1   | –          | 16,3 20    | 5,7 3   | 2,0 0   | 7,3 6     |
| Hamalgama Métrica  | 12/06/2022 | 24,4 29    | 37,5 46    | 2,4 0   | –          | 18,1 22    | 5,5 3   | 0,5 0   | 8,3 9     |
| SigmaDos           | 12/06/2022 | 25,0 30/33 | 36,6 45/52 | 4,4 0/2 | –          | 14,9 15/18 | 6,0 3   | –       | 9,7 8/9   |
| Ágora Integral     | 11/06/2022 | 24,9 30/33 | 36,5 45/47 | 3,0 0/2 | –          | 18,5 19/22 | 5,5 1/3 | 0,5 0   | 7,8 7/8   |
| Data10 - DyS       | 10/06/2022 | 25,9 30    | 33,8 43    | 4,0 0   | –          | 21,0 26    | 4,7 3   | –       | 7,8 7     |
| easiest            | 06/06/2022 | 27,3 35    | 32,6 44    | 4,1 1   | –          | 17,1 18    | 4,3 2   | –       | 9,3 9     |
| NC Report          | 06/06/2022 | 25,9 31/33 | 35,0 45/47 | 3,8 1/2 | –          | 15,5 17/18 | 4,1 3/4 | –       | 10,0 8/9  |
| Data10 - DyS       | 05/06/2022 | 26,8 33    | 33,5 42    | –       | –          | 21,2 26    | 4,3 2   | –       | 7,9 6     |
| Ágora Integral     | 03/06/2022 | 24,9 30/33 | 36,7 44/46 | 3,2 1/3 | –          | 18,9 20/23 | 4,8 1/2 | 0,5 0   | 7,9 8/9   |
| CIS                | 02/06/2022 | 25,2 32/36 | 35,6 47/49 | 4,1 1/3 | –          | 15,3 17/21 | 4,7 2   | –       | 9,7 9/10  |
| CEA                | 30/05/2022 | 24,2 31/32 | 39,2 47/49 | 4,8 1/2 | –          | 17,3 21/23 | 3,6 1   | –       | 6,6 5     |
| Data10 - DyS       | 30/05/2022 | 27,2 34    | 33,1 41    | –       | –          | 21,1 25    | 4,6 3   | –       | 7,8 6     |
| 40dB               | 30/05/2022 | 26,0 33    | 36,5 46/48 | 3,0 0   | –          | 16,4 18    | 6,0 3/4 | –       | 8,6 7/8   |
| SocioMétrica       | 29/05/2022 | 24,7 30    | 35,7 47    | 3,1 0   | –          | 19,4 22    | 4,1 1   | –       | 9,8 9     |
| SigmaDos           | 28/05/2022 | 25,4 30/32 | 36,1 46/50 | 4,9 2/3 | –          | 15,1 16/17 | 4,8 2   | –       | 10,5 8/10 |
| Metroscopia        | 23/05/2022 | 27,0 32/33 | 36,8 45/46 | 2,5 0   | –          | 18,8 19/20 | 2,5 1   | –       | 10,5 10   |
| Data10 - DyS       | 23/05/2022 | 27,1 34    | 33,8 41    | –       | –          | 19,8 25    | 4,3 2   | –       | 8,2 7     |
| Data10 - DyS       | 16/05/2022 | 27,1 34    | 34,1 42    | –       | –          | 19,5 24    | 4,0 2   | –       | 8,5 7     |
| Target Point       | 09/05/2022 | 26,0 30/32 | 36,1 43/45 | 3,0 0/2 | –          | 16,6 18/20 | 4,3 3/4 | –       | 9,5 10/11 |
| SigmaDos           | 08/05/2022 | 26,4 32/33 | 35,9 48/49 | 4,2 0/1 | –          | 14,7 16/17 | 4,6 2   | –       | 10,6 9/10 |
| SocioMétrica       | 08/05/2022 | 25,8 31/33 | 34,9 44/46 | 3,9 0/2 | –          | 16,1 19/21 | 4,3 1/3 | –       | 10,8 8/10 |
| Hamalgama Métrica  | 08/05/2022 | 27,1 33    | 37,2 48    | 3,0 0   | –          | 16,9 20    | 3,3 1   | 0,7 0   | 8,0 7     |
| Ágora Integral     | 03/05/2022 | 25,9 32/34 | 33,7 44/46 | 4,5 1/3 | 7,8 8/9    | 17,9 19/21 | 3,8 1/3 | 2,9 0/2 | –         |
| GAD3               | 02/05/2022 | 27,6 34    | 38,2 51    | 3,1 0   | –          | 14,0 17    | 3,5 1   | –       | 7,8 6     |
| IMOP Insights      | 29/04/2022 | 27,7 33/35 | 40,2 50/53 | 2,8 0   | –          | 13,5 14/15 | 3,1 0/1 | –       | 7,9 6/7   |
| Data10 - DyS       | 26/04/2022 | 27,4 34    | 35,5 45    | –       | 9,5 7      | 18,3 22    | 2,9 1   | –       | –         |
| NC Report          | 25/04/2022 | 25,1 31/33 | 33,3 45/47 | 4,9 1/3 | 8,9 9/10   | 16,2 17/18 | 5,1 2/3 | 2,4 0   | –         |
| SigmaDos           | 24/04/2022 | 25,7 33    | 33,1 44    | 4,7 2   | 9,4 8/9    | 17,6 20    | 3,1 0/1 | 3,2 0/1 | –         |
| SocioMétrica       | 18/04/2022 | 24,8 33    | 34,0 46    | 3,9 0   | 7,7 7      | 16,5 20    | 5,8 3   | 3,1 0   | –         |
| CEA                | 06/04/2022 | 25,3 30/31 | 34,0 43/44 | 4,3 2   | 9,1 10     | 19,0 22    | 2,8 0/1 | –       | –         |
| Deimos Estadística | 28/02/2022 | 27,8 32/35 | 32,5 38/41 | 3,6 0/3 | 8,6 8/11   | 20,0 23/24 | 3,5 1/2 | 1,1 0   | –         |
| SocialData         | 24/02/2022 | 24,3 29    | 38,0 50    | 4,1 1   | 7,2 6      | 16,7 20    | 5,1 3   | 2,1 0   | –         |
| SigmaDos           | 17/01/2022 | 26,7 32/33 | 36,9 48/49 | 6,1 3/4 | 8,3 7/8    | 13,6 13/15 | 4,4 2   | 1,6 0   | –         |
| CEA                | 20/12/2021 | 25,1 31/33 | 35,1 44/46 | 5,5 4/5 | 10,7 11/12 | 10,9 12/13 | 4,4 2/3 | 2,6 1   | –         |
| SocioMétrica       | 09/12/2021 | 26,2 33    | 36,4 47    | 4,9 3   | 6,8 5      | 15,0 18    | 6,0 3   | 1,1 0   | –         |
| NC Report          | 15/11/2021 | 27,2 32/34 | 34,9 44/46 | 5,1 2/3 | 11,2 10/12 | 14,7 15/17 | 3,4 1/2 | –       | –         |
| CEA                | 18/10/2021 | 23,1 24/27 | 38,3 47/51 | 8,3 7   | 11,0 12/14 | 12,8 13/15 | 2,9 0/1 | –       | –         |
| NC Report          | 09/08/2021 | 28,1 33/35 | 33,9 40/42 | 4,9 2/4 | 11,7 11/12 | 14,5 15/17 | 3,2 1/2 | –       | –         |
| CEA                | 12/07/2021 | 23,3 28/29 | 37,9 48/52 | 8,7 7/8 | 9,2 9/10   | 11,4 12/13 | 3,6 0/2 | –       | –         |
| SigmaDos           | 11/06/2021 | 26,1 31    | 36,7 43    | 4,2 4   | 7,6 8      | 14,8 17    | 5,5 6   | –       | –         |
| Élections          | 02/12/2018 | 27,9 33    | 20,8 26    | 18,3 21 | 16,2 17    | 11,0 12    | –       | –       | –         |

### Déroulement
La formation d’extrême droite Vox mène campagne autour des questions de société, dénonçant « l’immigration déchaînée », « les mensonges des progressistes », le féminisme « sectaire », « les risques du multiculturalisme » ou soulignant les « bienfaits de la chasse » face à « l’idéologie fanatique » des écologistes. Macarena Olona, sa tête de liste, a insisté sur son soutien à la tauromachie en s'affichant en compagnie du célèbre matador Morante de la Puebla dans les arènes de Séville puis en portant un tee-shirt à son effigie au Congrès des députés espagnols, où elle siège.

## Résultats

### Participation
| Taux de participation | En 2018 | En 2022 | Différence |
| --------------------- | ------- | ------- | ---------- |
| à 11 heures 30        | NC      | 15,44 % | –          |
| à 14 heures           | 29,93 % | 34,25 % | 4,32       |
| à 18 heures           | 46,47 % | 44,52 % | 1,95       |
| à 20 heures           | 56,56 % | 58,36 % | 1,80       |

### Total régional
| Représentation en hémicycle sur un axe gauche-droite du résultat. |                                                         |           |       |       |        |               |
| Partis                                                            | Partis                                                  | Voix      | %     | +/-   | Sièges | +/-           |
|                                                                   | Parti populaire (PP)                                    | 1 589 272 | 43,11 | 22,36 | 58     | 32            |
|                                                                   | Parti socialiste ouvrier espagnol d'Andalousie (PSOE-A) | 888 325   | 24,10 | 3,84  | 30     | 3             |
|                                                                   | Vox                                                     | 496 618   | 13,47 | 2,51  | 14     | 2             |
|                                                                   | Pour l'Andalousie (PorA)                                | 284 027   | 7,70  | 8,91  | 5      | 12            |
|                                                                   | Adelante Andalucía (AA)                                 | 168 960   | 4,58  | Nv    | 2      | 2             |
|                                                                   | Ciudadanos (Cs)                                         | 121 567   | 3,30  | 14,98 | 0      | 21            |
|                                                                   | Parti animaliste contre la maltraitance animale (PACMA) | 35 199    | 0,95  | 0,98  | 0      | en stagnation |
|                                                                   | Jaén mérite plus (JM+)                                  | 18 873    | 0,51  | Nv    | 0      | en stagnation |
|                                                                   | Andaluces Levantaos (AL)                                | 11 980    | 0,32  | 0,32  | 0      | en stagnation |
|                                                                   | Escaños en Blanco (EB)                                  | 4 407     | 0,12  | Nv    | 0      | en stagnation |
|                                                                   | Parti communiste du peuple andalou (PCPA)               | 4 358     | 0,12  | 0,06  | 0      | en stagnation |
|                                                                   | Autres                                                  | 25 867    | 0,70  | –     | 0      | en stagnation |
|                                                                   | Vote blanc                                              | 36 924    | 1,00  | 0,57  |        |               |
|                                                                   |                                                         |           |       |       |        |               |
| Votes valides                                                     | Votes valides                                           | 3 686 377 | 98,88 |       |        |               |
| Votes nuls                                                        | Votes nuls                                              | 41 778    | 1,12  |       |        |               |
| Total                                                             | Total                                                   | 3 728 155 | 100   | –     | 109    | en stagnation |
| Abstentions                                                       | Abstentions                                             | 2 913 748 | 43,87 |       |        |               |
| Inscrits / Participation                                          | Inscrits / Participation                                | 6 641 903 | 56,13 |       |        |               |

#### Par circonscription
| Circonscription | Circonscription | Almería | Almería | Almería | Almería       | Cadix     | Cadix     | Cadix  | Cadix         | Cordoue | Cordoue | Cordoue | Cordoue       | Grenade | Grenade | Grenade | Grenade       |
| --------------- | --------------- | ------- | ------- | ------- | ------------- | --------- | --------- | ------ | ------------- | ------- | ------- | ------- | ------------- | ------- | ------- | ------- | ------------- |
|                 |                 |         |         |         |               |           |           |        |               |         |         |         |               |         |         |         |               |
| Sièges          | Sièges          | 12      | 12      | 12      | en stagnation | 15        | 15        | 15     | en stagnation | 12      | 12      | 12      | en stagnation | 13      | 13      | 13      | en stagnation |
|                 |                 |         |         |         |               |           |           |        |               |         |         |         |               |         |         |         |               |
|                 |                 | Nombre  | Nombre  | %       | %             | Nombre    | Nombre    | %      | %             | Nombre  | Nombre  | %       | %             | Nombre  | Nombre  | %       | %             |
| Inscrits        | Inscrits        | 512 606 | 512 606 | 100,00  | 100,00        | 1 013 524 | 1 013 524 | 100,00 | 100,00        | 645 752 | 645 752 | 100,00  | 100,00        | 760 739 | 760 739 | 100,00  | 100,00        |
| Abstentions     | Abstentions     | 249 597 | 249 597 | 48,69   | 48,69         | 491 129   | 491 129   | 48,46  | 48,46         | 253 181 | 253 181 | 39,21   | 39,21         | 337 353 | 337 353 | 44,35   | 44,35         |
| Votants         | Votants         | 263 009 | 263 009 | 51,31   | 51,31         | 522 395   | 522 395   | 51,54  | 51,54         | 392 571 | 392 571 | 60,79   | 60,79         | 423 386 | 423 386 | 55,65   | 55,65         |
| Nuls            | Nuls            | 1 920   | 1 920   | 0,73    | 0,73          | 4 820     | 4 820     | 0,92   | 0,92          | 5 237   | 5 237   | 1,33    | 1,33          | 5 082   | 5 082   | 1,20    | 1,20          |
| Exprimés        | Exprimés        | 261 089 | 261 089 | 99,27   | 99,27         | 517 575   | 517 575   | 99,08  | 99,08         | 387 334 | 387 334 | 98,67   | 98,67         | 418 304 | 418 304 | 98,80   | 98,80         |
|                 |                 |         |         |         |               |           |           |        |               |         |         |         |               |         |         |         |               |
| Partis          | Partis          | Voix    | %       | Sièges  | +/−           | Voix      | %         | Sièges | +/−           | Voix    | %       | Sièges  | +/−           | Voix    | %       | Sièges  | +/−           |
|                 | PP              | 118 955 | 45,56   | 6       | 2             | 219 799   | 42,47     | 8      | 5             | 172 980 | 44,66   | 7       | 4             | 176 349 | 42,16   | 6       | 3             |
|                 | PSOE-A          | 57 709  | 22,10   | 3       | en stagnation | 108 840   | 21,03     | 3      | 1             | 91 096  | 23,52   | 3       | 1             | 106 307 | 25,41   | 4       | en stagnation |
|                 | Vox             | 54 122  | 20,73   | 3       | 1             | 68 548    | 13,24     | 2      | en stagnation | 48 208  | 12,45   | 1       | en stagnation | 64 447  | 15,41   | 2       | 1             |
|                 | PorA            | 13 052  | 5,00    | 0       | 1             | 38 800    | 7,50      | 1      | 2             | 38 639  | 9,98    | 1       | 1             | 32 372  | 7,74    | 1       | 1             |
|                 | AA              | 4 554   | 1,74    | 0       | en stagnation | 41 438    | 8,01      | 1      | 1             | 13 488  | 3,48    | 0       | en stagnation | 13 293  | 3,18    | 0       | en stagnation |
|                 | Cs              | 6 695   | 2,56    | 0       | 2             | 19 823    | 3,83      | 0      | 3             | 12 220  | 3,15    | 0       | 2             | 12 358  | 2,95    | 0       | 3             |
|                 | Autres          | 3 855   | 1,48    |         |               | 14 142    | 2,73      |        |               | 6 363   | 1,64    |         |               | 9 382   | 2,24    |         |               |
|                 | Blanc           | 2 147   | 0,82    | 6 185   | 1,19          | 4 340     | 1,12      | 3 796  | 0,91          |         |         |         |               |         |         |         |               |

| Circonscription | Circonscription | Huelva  | Huelva  | Huelva | Huelva        | Jaén    | Jaén    | Jaén   | Jaén          | Málaga    | Málaga    | Málaga | Málaga        | Séville   | Séville   | Séville | Séville       |
| --------------- | --------------- | ------- | ------- | ------ | ------------- | ------- | ------- | ------ | ------------- | --------- | --------- | ------ | ------------- | --------- | --------- | ------- | ------------- |
|                 |                 |         |         |        |               |         |         |        |               |           |           |        |               |           |           |         |               |
| Sièges          | Sièges          | 11      | 11      | 11     |               | 11      | 11      | 11     |               | 17        | 17        | 17     |               | 18        | 18        | 18      |               |
|                 |                 |         |         |        |               |         |         |        |               |           |           |        |               |           |           |         |               |
|                 |                 | Nombre  | Nombre  | %      | %             | Nombre  | Nombre  | %      | %             | Nombre    | Nombre    | %      | %             | Nombre    | Nombre    | %       | %             |
| Inscrits        | Inscrits        | 401 903 | 401 903 | 100,00 | 100,00        | 521 936 | 521 936 | 100,00 | 100,00        | 1 226 662 | 1 226 662 | 100,00 | 100,00        | 1 558 781 | 1 558 781 | 100,00  | 100,00        |
| Abstentions     | Abstentions     | 185 420 | 185 420 | 46,14  | 46,14         | 197 883 | 197 883 | 37,91  | 37,91         | 568 242   | 568 242   | 46,32  | 46,32         | 630 943   | 630 943   | 40,48   | 40,48         |
| Votants         | Votants         | 216 483 | 216 483 | 53,86  | 53,86         | 324 053 | 324 053 | 62,09  | 62,09         | 658 420   | 658 420   | 53,68  | 53,68         | 927 838   | 927 838   | 59,52   | 59,52         |
| Nuls            | Nuls            | 2 951   | 2 951   | 1,36   | 1,36          | 4 248   | 4 248   | 1,31   | 1,31          | 6 179     | 6 179     | 0,94   | 0,94          | 11 341    | 11 341    | 1,22    | 1,22          |
| Exprimés        | Exprimés        | 213 532 | 213 532 | 98,64  | 98,64         | 319 805 | 319 805 | 98,69  | 98,69         | 652 241   | 652 241   | 99,06  | 99,06         | 916 497   | 916 497   | 98,78   | 98,78         |
|                 |                 |         |         |        |               |         |         |        |               |           |           |        |               |           |           |         |               |
| Partis          | Partis          | Voix    | %       | Sièges | +/−           | Voix    | %       | Sièges | +/−           | Voix      | %         | Sièges | +/−           | Voix      | %         | Sièges  | +/−           |
|                 | PP              | 91 169  | 42,70   | 6      | 3             | 135 771 | 42,45   | 6      | 3             | 306 688   | 47,02     | 10     | 6             | 367 561   | 40,10     | 9       | 6             |
|                 | PSOE-A          | 58 498  | 27,40   | 4      | en stagnation | 86 686  | 27,11   | 4      | en stagnation | 135 304   | 20,74     | 4      | en stagnation | 243 885   | 26,61     | 5       | 1             |
|                 | Vox             | 27 270  | 12,77   | 1      | en stagnation | 41 049  | 12,84   | 1      | en stagnation | 88 215    | 13,52     | 2      | en stagnation | 104 759   | 11,43     | 2       | en stagnation |
|                 | PorA            | 13 973  | 6,54    | 0      | 1             | 17 875  | 5,59    | 0      | 1             | 52 713    | 8,08      | 1      | 2             | 76 603    | 8,36      | 1       | 3             |
|                 | AA              | 8 436   | 3,95    | 0      | en stagnation | 5 695   | 1,78    | 0      | en stagnation | 24 625    | 3,78      | 0      | en stagnation | 57 431    | 6,27      | 1       | 1             |
|                 | Cs              | 5 766   | 2,70    | 0      | 2             | 7 085   | 2,22    | 0      | 2             | 22 619    | 3,47      | 0      | 4             | 35 001    | 3,82      | 0       | 3             |
|                 | Autres          | 6 112   | 2,86    |        |               | 23 187  | 7,25    |        |               | 16 051    | 2,46      |        |               | 21 592    | 2,36      |         |               |
|                 | Blanc           | 2 308   | 1,08    | 2 457  | 0,77          | 6 026   | 0,92    | 9 665  | 1,05          |           |           |        |               |           |           |         |               |

## Analyse

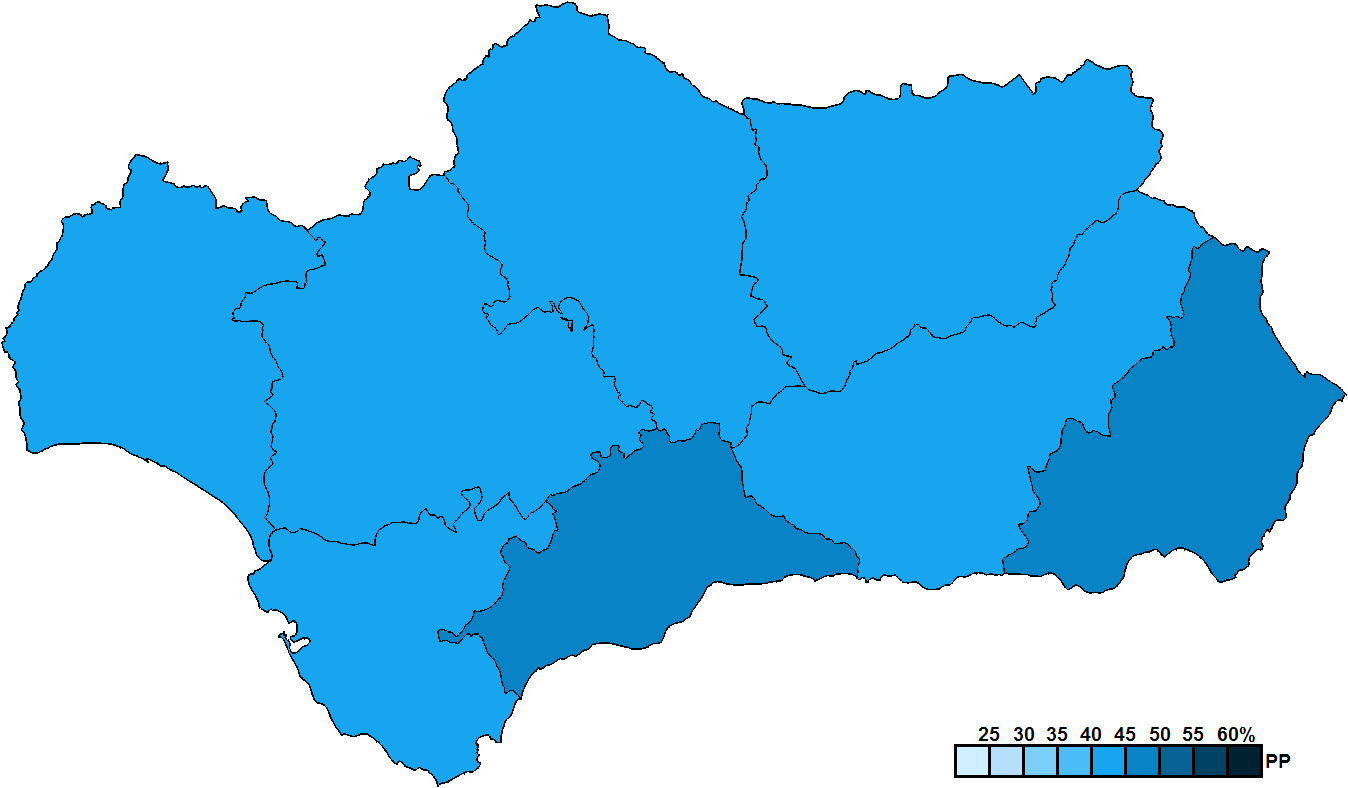
Parti arrivé en tête par circonscription et intensité de son score.

Le Parti populaire (PP) remporte une victoire historique dans ce qui a été pendant quatre décennies le fief du Parti socialiste (PSOE). Conquérant la majorité absolue, une première en 14 ans au Parlement andalou, il obtient le meilleur résultat de son histoire dans la communauté autonome et prend la première place dans les huit circonscriptions provinciales ainsi que les principales villes andalouses. Ce succès, qui intervient quelques semaines après l'accession d'Alberto Núñez Feijóo à la présidence nationale du PP, est permis par l'absorption de la quasi-totalité de l'électorat de Ciudadanos (Cs), exclu du Parlement après avoir partagé le gouvernement avec le PP,.
Avec son résultat, le Parti populaire s'arroge la liberté de gouverner seul, sans devoir dépendre de la volonté de Vox, contrairement à l'ambition affichée par le parti d'extrême droite, qui se voyait déjà occuper la vice-présidence du gouvernement régional comme c'est déjà le cas en Castille-et-León. S'il progresse en sièges par rapport à ses résultats de 2018 après avoir choisi comme cheffe de file Macarena Olona, figure nationale, ce résultat ne lui est d'aucune utilité puisqu'il ne peut peser sur les orientations ou la composition du futur exécutif autonomique,.
À l'inverse, le Parti socialiste subit un échec, réalisant sa plus mauvaise performance en Andalousie. Son nouveau chef de file, l'ancien maire de Séville Juan Espadas, personnellement choisi par le secrétaire général national et président du gouvernement espagnol Pedro Sánchez pour solder l'ère Susana Díaz, ainsi que la forte mobilisation de la direction nationale et des membres socialistes du gouvernement ne peuvent empêcher le PSOE de perdre trois députés et passer sous la barre du million de voix. Il est ainsi devancé par le Parti populaire dans les circonscriptions de Séville et de Jaén, qui constituaient jusqu'alors ses principaux bastions,. Comme en 2018, le PSOE est victime de l'abstention de son électorat, le taux global de participation étant aussi faible qu'en 2018, aux alentours de 56 %.
À la gauche du PSOE, la coalition Pour l'Andalousie (PorA) obtient suffisamment de sièges pour former un groupe parlementaire tandis qu'Adelante Andalucía (AA) parvient à faire élire deux députés bien qu'ils ne disposait pas de subventions électorales. Ensemble, ces deux formations perdent dix députés par rapport à la coalition Adelante Andalucía de 2018. L'échec de PorA met en outre en difficulté la vice-présidente du gouvernement Yolanda Díaz, qui avait fortement soutenu cette alliance de plusieurs partis pendant la campagne, la voyant comme la première pierre du « front large » qu'elle souhaite créer au niveau national dans la perspective des élections générales de 2023,.

## Conséquences
Le 18 juillet 2022, après avoir consulté les différents groupes parlementaires, le président du Parlement Jesús Aguirre, propose la candidature de Juanma Moreno à l'investiture des députés et dont le succès ne fait aucun doute en raison de la majorité absolue dont il dispose. Il l'emporte effectivement le 21 juillet suivant par 58 voix favorables sur 109, 37 voix contre et 13 abstentions : seul le PP vote en sa faveur tandis que Vox s'abstient, les trois formations de gauche et centre gauche lui refusant leur confiance. Il prête serment le 23 juillet et dévoile la composition de son deuxième gouvernement deux jours plus tard.